# Albert Charlot Gadnaire
Albert Charlot Gadnaire (Errenteria, 17 d'agost de 1892 - Barcelona, 1991) fou un atleta català especialitzat en proves de marxa atlètica.
Nascut al País Basc de pares francesos, s'instal·là a Barcelona, on s'inicià en l'atletisme. Juntament amb el seu germà René Charlot, fou l'introductor de la marxa atlètica a Catalunya i a l'estat espanyol.
Fou un característic sportman d'inicis de segle, car practicà el ciclisme, el rugbi, les curses de muntanya i l'atletisme, sempre lligat al RCD Espanyol. Establí els rècords de Catalunya de 100 m amb una marca de 12 s, de 400, 1. 500 i 5. 000 metres. Però la seva gran especialitat fou la marxa. Fou el primer campió d'Espanya, guanyant la prova de 50 km amb sortida i arribada al parc de la Ciutadella de Barcelona, l'any 1922.
Finalitzada la Guerra Civil va fer d'entrenador. Entre el 1940 i el 1961 es disputà a Barcelona el Trofeu Albert Charlot, en honor seu. Va rebre la medalla de Forjador de la Història Esportiva de Catalunya l'any 1987.

## Palmarès
Campió d'Espanya
- 50 km marxa: 1922